# Vuelo 304 de Linea Aeropostal Venezolana
El 28 de abril de 1960, un evento trágico marcó la historia de la aviación civil venezolana. Un avión Douglas DC-3 de la línea Aeropostal Venezolana (LAV) despegó de Maiquetía en un vuelo hacia Calabozo, San Fernando de Apure y Puerto Ayacucho. A bordo iban 3 tripulantes y 10 pasajeros, incluido un pasajero ruso llamado Wjatheslav Lavinski.
Durante el vuelo hacia Calabozo, Lavinski amenazó a la tripulación con un artefacto explosivo y exigió que obedecieran sus órdenes. El piloto, Alejandro Medina Guerra, mantuvo la calma y el control del avión. Lavinski detonó la bomba, causando la caída del avión cerca de 3 km de El Rastro, sitio cercano al entonces llamado Embalse del Guárico, a escasos 15 km de Calabozo, resultando en la pérdida de vidas de los 13 ocupantes.

## Supervivientes
Debido a la estructura de la aeronave (un Douglas Dc-3) 2 pasajeros y la azafata sobrevivieron unas horas. Durante ese tiempo contaron que una persona había amenazado a los pilotos y estalló una bomba en medio del vuelo. 

## Investigación
Este acto terrorista sin precedentes en la aviación civil venezolana conmocionó a la opinión pública. Las investigaciones revelaron que Lavinski llevaba consigo un libro sobre muertes en el aire y tenía motivaciones no concluyentes para su acción. También se descubrió que en 1950 le habían quitado un yate y no lo pudo recuperarlo. Tras esto intentó hablar con el que le dio la orden de detenerlo y hasta su hijo dijo que desistiera en colocar la bomba contra el hombre.Este evento trágico dejó una huella indeleble en la historia de la aviación en Venezuela. 